# حسین ملاقاسمی
سید حسین ابراهیمیان (همچنین حسین ملاقاسمی) (۲۴ اسفند ۱۳۱۱ – ۵ اردیبهشت ۱۴۰۱) بازیگر سینما و تلویزیون و کشتی‌گیر پیشین اهل ایران بود.
وی در مسابقات قهرمانی جهان ۱۹۵۷ در دستهٔ ۶۲ کیلوگرم کشتی آزاد، با شکست مقابل مصطفی داغستانلی (کشتی‌گیر روسی الاصل کشور ترکیه) صاحب نشان نقره شد. وی سپس با تغییر رشته به کشتی فرنگی رفت و در رقابت‌های قهرمانی جهان سال ۱۹۶۱ در وزن ۶۷ کیلوگرم و سال ۱۹۶۲ در ۷۰ کیلوگرم به ترتیب در جایگاه ششم و پنجم قرار گرفت. وی در دو المپیک تابستانی ۱۹۶۰ و ۱۹۶۴ شرکت کرد و در بازی‌های ۱۹۶۰ به مقام ششم رسید. وی از شاگردان حبیب‌الله بلور بود و بازی در سینما را از سال ۱۳۴۵ و با «مرد و نامرد» به کارگردانی «سیاوش شاکری» آغاز کرد.
۲۶ مهرماه ۱۳۷۳ در شهر اراک بر اثر اشتباه و البته بیشتر شوخی یکی از بازیگران فیلم خط آتش- حسین ملاقاسمی بازیگر قدیمی سینما- در پشت صحنه فیلم، گلوله ای واقعی از اسلحه ای شلیک می‌شود که ناگهان صفیر کشان بر پیشانی علی سجادی حسینی کارگردان فیلم می‌نشیند و او بلافاصله جان می سپارَد. (البته ملاقاسمی اطلاعی از واقعی بودن گلوله نداشت و تصور می‌کرد طبق روال مرسوم، گلولهٔ مشقی درون خشاب اسلحه قرار گرفته‌است). پیکر وی روز پنجشنبه ۲۸ مهرماه ۷۳ بر روی دوش خیل عظیمی از علاقمندان سینما، رهسپار خانه ابدی اش می‌شود.

## فیلم‌شناسی

### تلویزیونی
1. دام
2. سرحد
3. زائر غریب

### سینمایی
1. سرحد (۱۳۷۵)
2. گاومیش‌ها (۱۳۷۵)
3. لاک‌پشت (۱۳۷۵)
4. دام (۱۳۷۴)
5. خط آتش (۱۳۷۳)
6. کمینگاه (۱۳۶۶)
7. پایگاه جهنمی (۱۳۶۳)
8. آقای لر به شهر می‌رود (۱۳۵۶)
9. اخم نکن سرکار (۱۳۵۴)
10. ببر مازندران (۱۳۴۷)
11. جهنم سفید (۱۳۴۷)
12. سرنوشت (۱۳۴۶)
13. مرد و نامرد (۱۳۴۵)

## درگذشت
ملاقاسمی که به دلیل بیماری سرطان در بخش مراقبت‌های ویژه بیمارستانی در آمستردام بستری بود، در ۵ اردیبهشت ۱۴۰۱ در سن ۸۹ سالگی درگذشت.